# Zaglik (Shahumian)
Zaglik (in armeno Ծար?, in azero Zəylik)  è una piccolissima comunità rurale del distretto di Kəlbəcər, in Azerbaigian, fino al 2024 appartenente alla regione di Shahoumian nella repubblica dell'Artsakh (fino al 2017 denominata repubblica del Nagorno Karabakh).

## Collocazione geografica
Zaglik sorge quasi al termine della strada statale che proviene dalla città di Karvachar ed è una delle ultime frazioni abitate prima dell'altopiano dell'Artsakh, poco sopra il villaggio di Tzar.
Alle spalle del villaggio, si eleva lungo il crinale che separa l'ex repubblica dell'Artsakh dall'Armenia, il monte Tzarasar (3426 m, lett. Montagna di Tzar).